# Michael Nikbakhsh

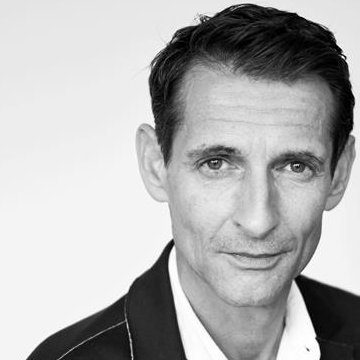
Michael Nikbakhsh, 2023

Michael Nikbakhsh (* 20. Juli 1970 in Stockerau) ist ein österreichischer Wirtschaftsjournalist.

## Leben und Ausbildung
Nikbakhsh ist Sohn einer Österreicherin und eines iranischen Arztes. Nach dem Besuch des Lycée Français de Vienne begann er ein Studium der Medizin und wechselte dann zum Dolmetschstudium für Französisch und Russisch.

## Journalismus
Nikbakhsh schrieb u. a. für die Salzburger Nachrichten, die WirtschaftsWoche, das Wirtschaftsmagazin trend und die Wochenzeitschrift Format. 1999 bis 2022 war er für profil tätig. 2004 hatte er dort die Leitung des Wirtschaftsressorts übernommen.
2018 wurde er als Vollmitglied in das Internationale Netzwerk investigativer Journalisten (International Consortium of Investigative Journalists, ICIJ) des Center for Public Integrity (CPI) aufgenommen.
Gemeinsam mit Klaus Oppitz entwickelte er das Polit-Quiz Niemand nennt uns Mitzi, mit dem er 2018 im Wiener Rabenhof Theater Premiere feierte. 2020 folgte mit Wählt uns! Weil´s schon wurscht ist das zweite Programm. Im März 2024 hatte das Programm Katzen am Rabenhof-Theater Premiere.
2023 begann Nikbakhsh den Podcast Die Dunkelkammer zu politischen Themen. Im selben Jahr wurde er Vorstand bei Reporter ohne Grenzen Österreich.
Im Zuge der 100. Ausgabe seines Podcasts erhob Nikbakhsh im August 2024 Vorwürfe gegenüber dem Präsidenten des Vereins Reporter ohne Grenzen Fritz Hausjell. Zuvor legte er im Juni bereits sein Vorstandsamt zurück, das er dort seit einem Jahr bekleidet hatte.

## Auszeichnungen
- Er wurde 2005, 2009 bis 2012 sowie 2014 zum Wirtschaftsjournalisten des Jahres (Der Österreichische Journalist) gewählt.
- 2008 war er für seine Enthüllungen im Rahmen der sogenannten Meinl-Affäre „Journalist des Jahres“.
- 2009 Horst-Knapp-Preis
- 2012 gemeinsam mit Ulla Kramar-Schmid den Walther-Rode-Preis[9]
- 2015 und 2018 gewann er bei der Wahl zum Journalisten des Jahres in der Kategorie Investigation.[10][11]
- 2022: Prälat-Leopold-Ungar-JournalistInnenpreis in der Kategorie Online/Multimedia[12]
- 2024: Journalist des Jahres in der Kategorie Journalistische Podcasts für Dunkelkammer[13]